# Mia Tingvall
Ingrid Maria (Mia) Tingvall, född 5 april 1958 i Norrköping, är en svensk textilkonstnär. Hon är sambo med stenkonstnären Ulf Johnsson.
Tingvall studerade först estetisk linje på en folkhögskola och därefter vid Högskolan för Design och Konsthantverk i Göteborg 1984-1988. Separat har hon ställt ut på bland annat Konstfrämjandet i Karlstad, Värmlands Konsthantverkare i Karlstad, Konstfrämjandet i Norrköping, Not Quite i Fengersfors, Arvika Konsthall i Arvika, Galleri Vreta Kloster i Linköping, Nordiska Travmuseet i Årjäng och Konsthallen i Borlänge. Hon har medverkat i ett flertal samlingsutställningar, bland annat Värmlands Konstförenings Höstsalonger på Värmlands museum sedan 1989, Galleri Fryksta Station i Kil, Trefaldighetskyrkan i Arvika, Rackstadmuseet i Arvika och Prostgårdslagårn i Torsby.
Bland hennes offentliga arbeten märks utsmyckning för Kvarnåsens Servicehus i Årjäng 1995-1996.
Hon har tilldelats Värmlands konstförenings Åke Lekmans resestipendium 2015. 
Hennes konst består av vävda bilder men också med andra textila tekniker och måleri.
Tingvall är representerad vid Region Värmland, Värmlands läns landsting, Västra Götalandsregionen, Malmöhus läns landsting, Kristianstad läns landsting, Skaraborgs läns landsting, Älvsborgs läns landsting, Östergötlands läns landsting, Norrköpings Konstmuseum, Karlstad stift, Arvika kommun och Årjängs kommun 